# Albrecht Koschorke

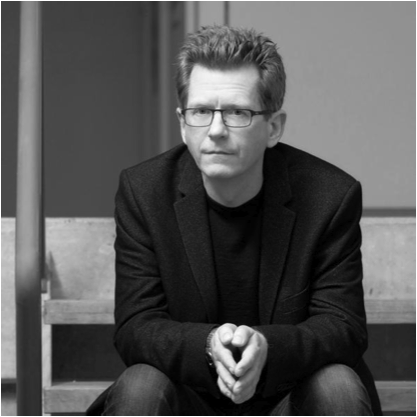
Albrecht Koschorke

Albrecht Koschorke (* 13. September 1958 in Kastellaun) ist ein deutscher Literaturwissenschaftler an der Universität Konstanz.

## Leben
Koschorke studierte Neuere Deutsche Literaturwissenschaft, Philosophie, Kunstgeschichte, Kommunikationswissenschaft und Ethnologie an der Ludwig-Maximilians-Universität München und in Paris. Nach seiner Promotion 1989 war er von 1991 bis 1993 Assistent an der Universität Würzburg und von 1994 bis 1997 an der Freien Universität Berlin, wo er sich 1997 habilitierte. Von 1998 bis 2000 war er Heisenberg-Stipendiat der DFG. Seit April 2001 ist Koschorke Professor für Neuere Deutsche Literatur und Allgemeine Literaturwissenschaften an der Universität Konstanz.
An der Universität Konstanz war er 2002 Sprecher des Sonderforschungsbereichs Literatur und Anthropologie sowie von 2003 bis 2009 Sprecher des kulturwissenschaftlichen Graduiertenkollegs Die Figur des Dritten. Seit 2010 hat er dieselbe Funktion für das Graduiertenkolleg Das Reale in der Kultur der Moderne inne. Ebenfalls an der Universität Konstanz hat er die Forschungsstelle Kulturtheorie und Theorie des politischen Imaginären eingerichtet. Von 2006 bis 2019 war Koschorke Mitglied im Vorstand des Exzellenzclusters Kulturelle Grundlagen von Integration. 2014 wurde er zum ordentlichen Mitglied der Academia Europaea gewählt.
Koschorke ist Mitherausgeber der Deutschen Vierteljahrsschrift für Literaturwissenschaft und Geistesgeschichte.
Albrecht Koschorke ist der jüngere Bruder des Mathematikers Ulrich Koschorke (1941–2024), Professor an der Universität Siegen.

## Werk
Koschorkes erste monographische Publikation beschäftigte sich mit Leopold von Sacher-Masoch und der Wechselwirkung von Literatur und Erotik. Hier entwickelte er bereits sein Interesse an der Wirkungsweise des Mediums Literatur in einem weiteren kulturwissenschaftlichen Kontext. Seine Dissertation über „die Geschichte des Horizonts“ (erschienen 1990) verbindet literatur- mit kunstwissenschaftlichen Betrachtungen. Sie unternimmt eine Tour d’Horizon vom Mittelalter bis ins 20. Jahrhundert. 
Seine Habilitationsschrift Körperströme und Schriftverkehr (erschienen 1999) orientiert sich theoretisch an den medientheoretischen Arbeiten von Friedrich Kittler und Jacques Derrida. Sie stellt den Versuch dar, die Schriftkultur des 18. Jahrhunderts als Umbruch in der Geschichte der Kommunikationsmedien zu beschreiben: Während die Kommunikation zunehmend verschriftlicht wird, wird das „distanzierende“ Medium der Schrift zum durchlässigen Träger von Empfindungen. Dabei haben die medizinischen Theorien der Zeit einen wesentlichen Anteil an der Entwicklung der Schrift- und Gefühlskultur in der Empfindsamkeit. 
In der Arbeit Die Heilige Familie und ihre Folgen (2000) befasste sich Koschorke in kulturgeschichtlicher Hinsicht mit dem Motiv der Heiligen Familie in der Kultur des christlichen Abendlandes. Koschorke zeigt, dass diese Familienstruktur grundlegend für das Verständnis von Vater-Mutter-Kind-Beziehungen in Theorie und Kunst war und selbst noch moderne Mythen wie die Star-Wars-Saga prägt.
Neuere Arbeiten wie die Gemeinschaftspublikation Des Kaisers neue Kleider widmen sich Fragen des politisch Imaginären. Dieses Interesse wird weiterverfolgt in Der fiktive Staat (2007).

## Auszeichnungen
- 2002: Akademiepreis der Berlin-Brandenburgischen Akademie der Wissenschaften
- 2003: Gottfried-Wilhelm-Leibniz-Preis der Deutschen Forschungsgemeinschaft
- seit 2013: Mitglied der Berlin-Brandenburgischen Akademie der Wissenschaften
- 2016: Philosophischer Buchpreis für Hegel und wir. Frankfurter Adorno-Vorlesungen 2013[6]

## Publikationen
- Leopold von Sacher-Masoch. Die Inszenierung einer Perversion. Piper, München 1988, ISBN 3-492-10928-4.
- Die Geschichte des Horizonts. Grenze und Grenzüberschreitung in literarischen Landschaftsbildern. Suhrkamp, Frankfurt am Main 1990, ISBN 3-518-58064-7.
- Körperströme und Schriftverkehr. Mediologie des 18. Jahrhunderts. Wilhelm Fink, München 1999, ISBN 3-7705-3377-1.
- (mit Cornelia Vismann, als Hrsg.): Widerstände der Systemtheorie. Kulturtheoretische Analysen zum Werk von Niklas Luhmann. Akademie, Berlin 1999, ISBN 978-3-05-003477-5.
- Die Heilige Familie und ihre Folgen. Ein Versuch. Fischer, Frankfurt am Main 2000, ISBN 3-596-14765-4.
  - The Holy Family and Its Legacy. Religious Imagination from the Gospels to Star Wars. Columbia University Press, New York 2003, ISBN 0-231-12756-1.
- (mit Thomas Frank, Ethel Matala de Mazza, Susanne Lüdemann): Des Kaisers neue Kleider. Über das Imaginäre politischer Herrschaft.  Fischer, Frankfurt am Main 2002, ISBN 3-596-15448-0.
- (mit Lena Kugler, als Hrsg.): Bertha Pappenheim (Anna O.): Literarische und publizistische Texte. Turia und Kant, Wien 2002, ISBN 978-3-85132-320-7.
- (mit Uwe Hebekus und Ethel Matala de Mazza, als Hrsg.): Das Politische. Figurenlehren des sozialen Körpers nach der Romantik. Wilhelm Fink, München 2003, ISBN 978-3-7705-3894-2.
- (mit Susanne Lüdemann, Thomas Frank und Ethel Matala de Mazza): Der fiktive Staat. Konstruktionen des politischen Körpers in der Geschichte Europas. Fischer, Frankfurt am Main 2007, ISBN 978-3-596-17147-7.
- (mit Nacim Ghanbari, Eva Eßlinger, Sebastian Susteck, Michael Thomas Taylor): Vor der Familie. Grenzbedingungen einer modernen Institution. Konstanz University Press, Konstanz 2010, ISBN 978-3-86253-005-2.
- (mit Konstantin Kaminskij, als Hrsg.): Despoten dichten. Sprachkunst und Gewalt. Konstanz University Press, Konstanz 2011, ISBN 978-3-86253-015-1.
  - Russische Ausgabe: Diktatory pišut. Literarurnoe tvorčestvo avtoritarnych pravitelej XX veka. Kul'turnaia revoliutsiia, Moskau 2014, ISBN
  - Englischsprachige Ausgabe: Tyrants Writing Poetry. The Art of Language and Violence. Central European University Press, Budapest 2017, ISBN 978-963-386-202-5.
- Wahrheit und Erfindung. Grundzüge einer allgemeinen Erzähltheorie. S. Fischer, Frankfurt am Main 2012 u.ö., ISBN 978-3-10-038911-4.
  - Englischsprachige Ausgabe: Fact and Fiction. Elements of a General Theory of Narrative. de Gruyter, Berlin, Boston 2018, ISBN 978-3-11-034708-1.
- Hegel und wir. Frankfurter Adorno-Vorlesungen 2013. Suhrkamp, Berlin 2015, ISBN 978-3-518-58620-4.
- Adolf Hitlers Mein Kampf. Zur Poetik des Nationalsozialismus. Matthes & Seitz, Berlin 2016, ISBN 978-3-95757-281-3.
  - Portugiesische Ausgabe: O Mein Kampf de Adolf Hitler. Sobre a poética do Nacional-Socialismo. Uma leitura crítica. Cavalo de Ferro, Lissabon 2016, ISBN 978-989-623-225-2.
  - Türkische Ausgabe: Hitler'in Kavgam'ı Üzerine Bir Analiz. Nasyonal Sosyalizmin Poetikası. Iletisim Yayincilik, Istanbul 2016, ISBN 978-9750521164.
  - Englischsprachige Ausgabe: On Hitler's Mein Kampf. The Poetics of National Socialism. The MIT Press, Cambridge (Mass.), London 2017, ISBN 978-0-262-53333-1.
- (mit Helmut Lethen und Ludwig Jäger, als Hrsg.): Auf die Wirklichkeit zeigen. Zum Problem der Evidenz in den Kulturwissenschaften. Campus, Frankfurt am Main 2016, ISBN 978-3-593-43043-0.
- (als Hrsg.): Komplexität und Einfachheit. DFG-Symposion 2015. J.B. Metzler, Heidelberg 2017, ISBN 978-3-476-04356-6.
- Verlierer lachen am längsten: warum Putschversuche gerade dann erfolgreich sind, wenn sie scheitern, und was Trumps Anhänger mit ihrem Helden verbindet (20. Januar 2021, nzz.ch, zum Sturm auf das Kapitol in Washington am 6. Januar 2021)